# Rutkowo (województwo mazowieckie)
Rutkowo (do 1952 Ruchaje) – wieś sołecka w Polsce położona w województwie mazowieckim, w powiecie ostrołęckim, w gminie Czarnia.
22 września 1952 nazwę zmieniono z Ruchaje na Rutkowo, jako przyczynę podano, „iż dotychczasowa nazwa jest nader szpecąca”.
Wierni Kościoła rzymskokatolickiego należą do parafii Niepokalanego Poczęcia Najświętszej Maryi Panny w Czarni.

## Historia
W latach 1921–1931 wieś leżała w województwie białostockim, w powiecie ostrołęckim, w gminie Wach (od 1931 w gminie Czarnia).
Według Powszechnego Spisu Ludności z 1921 roku wieś zamieszkiwało 206 osób w 37 budynkach mieszkalnych. Miejscowość należała do parafii rzymskokatolickiej w Czarni. Podlegała pod Sąd Grodzki w Myszyńcu i Okręgowy w Łomży; właściwy urząd pocztowy mieścił się w m. Czarnia.
W okresie międzywojennym stacjonowała tu placówka Straży Celnej „Ruchaje”, a od 1928 placówka Straży Granicznej I linii „Ruchaje”.
W wyniku agresji III Rzeszy na Polskę we wrześniu 1939 tereny byłej gminy znalazły się pod okupacją niemiecką i do wyzwolenia wchodziła w skład Landkreis Scharfenwiese, Regierungsbezirk Zichenau III Rzeszy.
W latach 1975–1998 miejscowość administracyjnie należała do województwa ostrołęckiego.